# Placa de l'escull de Conway

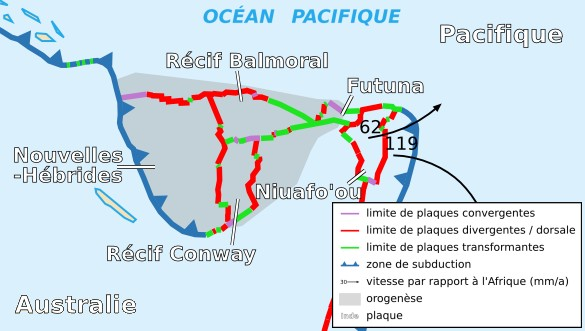
Mapa de la Placa de l'Escull de Conway i les plaques veïnes (en francès)

La placa de l'Escull de Conway és una microplaca tectònica de la litosfera de la Terra. La seva superfície és de 0,00356 estereoradiants. Normalment està associada amb la placa del Pacífic.
Es troba a l'oceà Pacífic occidental, del qual n'ocupa una petita part.
La placa de l'Escull de Conway està en contacte amb les plaques de les Noves Hèbrides,de l'Escull de Balmoral i australiana.
El desplaçament de la placa de l'Escull de Conway es produeix a una velocitat de 3,605° per milió d'anys en un pol d'Euler situat a 12° 63'de latitud sud i 175°13' de longitud est (referència: placa del Pacífic).
La placa de l'Escull de Conway pren el seu nom d'un atol de corall ubicat al sud-oest de les illes Fiji i anomenades Ceva-I-Ra en fijià.